# 王楨 (嘉靖進士)
王楨（1530年—？），字宗彥，江西南昌府南昌縣人，民籍，明朝政治人物。

## 生平
江西鄉試第二十四名舉人。嘉靖四十一年（1562年）中式壬戌科會試第三十八名，三甲第十三名進士。授金華府推官，隆慶二年（1568年）五月选授南京吏科给事中，六年八月謫直隶南陵县县丞，升舒城县知县。後官至尚宝司少卿。

## 家族
曾祖王正仁；祖父王建昌；父王秉新，母傅氏。具庆下。兄王相。弟王梅。